# Pardies-Piétat
Pardies-Piétat ist eine französische Gemeinde mit 447 Einwohnern (Stand 1. Januar 2022) im Département Pyrénées-Atlantiques in der Region Nouvelle-Aquitaine (vor 2016: Aquitanien). Die Gemeinde gehört zum Arrondissement Pau und zum Kanton Ouzom, Gave et Rives du Neez (bis 2015: Kanton Nay-Ouest).
Der Name der Gemeinde stammt aus dem lateinischen parietinas (deutsch Weideland mit niedrigen Mauern) und dem Wort piété (deutsch Pietà) zu Ehren einer Kapelle, die Maria gewidmet ist.
Die Bewohner werden Pardisiens und Pardisiennes genannt.

## Geographie
Pardies-Piétat liegt ca. 15 km südöstlich von Pau in der historischen Provinz Béarn.
Umgeben wird der Ort von den Nachbargemeinden:
| Narcastet | Baliros                                     | Bordes       |
| Bosdarros | Kompassrose, die auf Nachbargemeinden zeigt | Boeil-Bezing |
|           | Saint-Abit                                  |              |

Pardies-Piétat liegt im Einzugsgebiet des Flusses Adour.
Der Luz, ein Nebenfluss des Gave de Pau, durchquert das Gemeindegebiet mit seinen Zuflüssen,

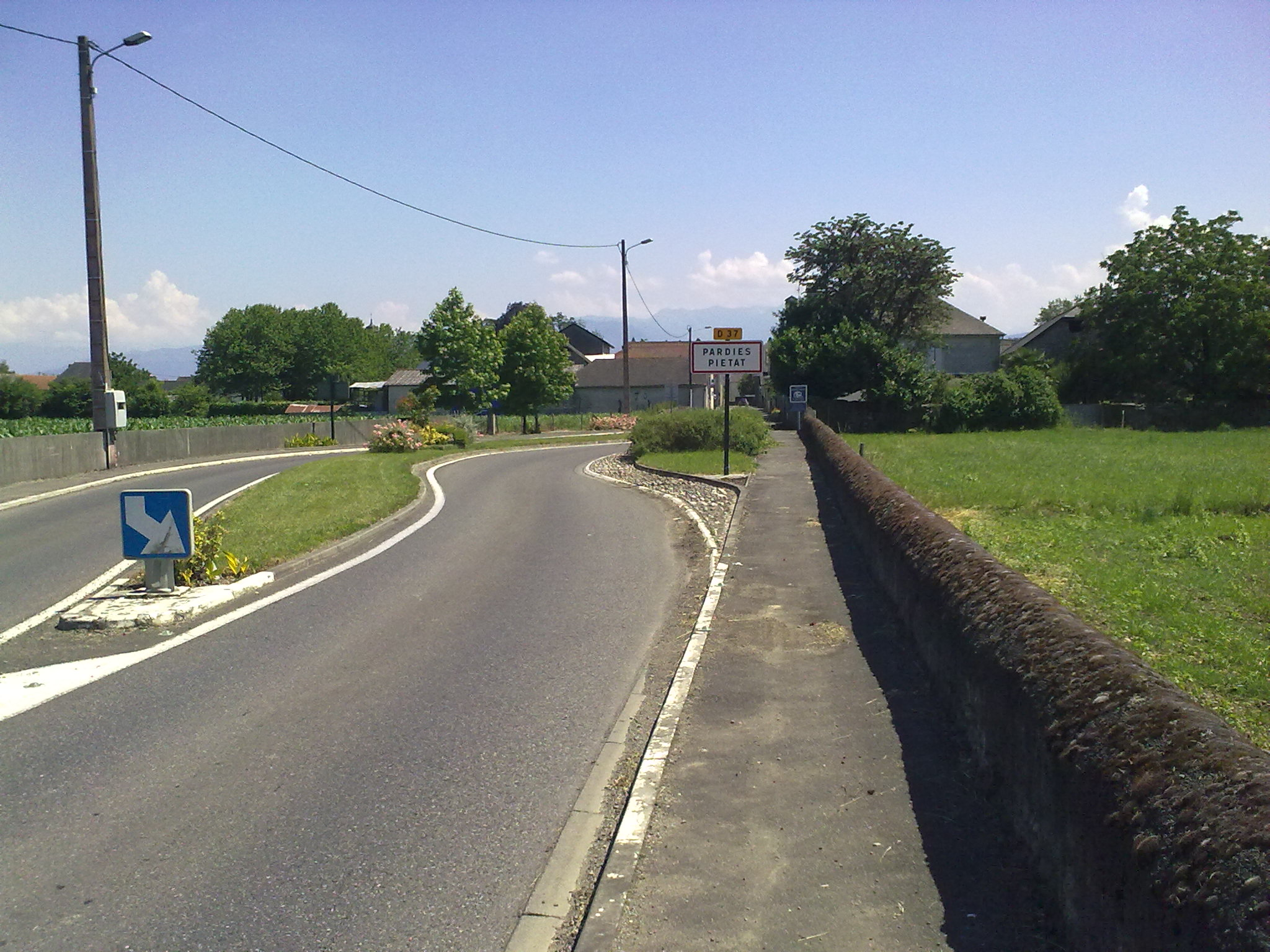
Ortseingang von Pardies-Piétat

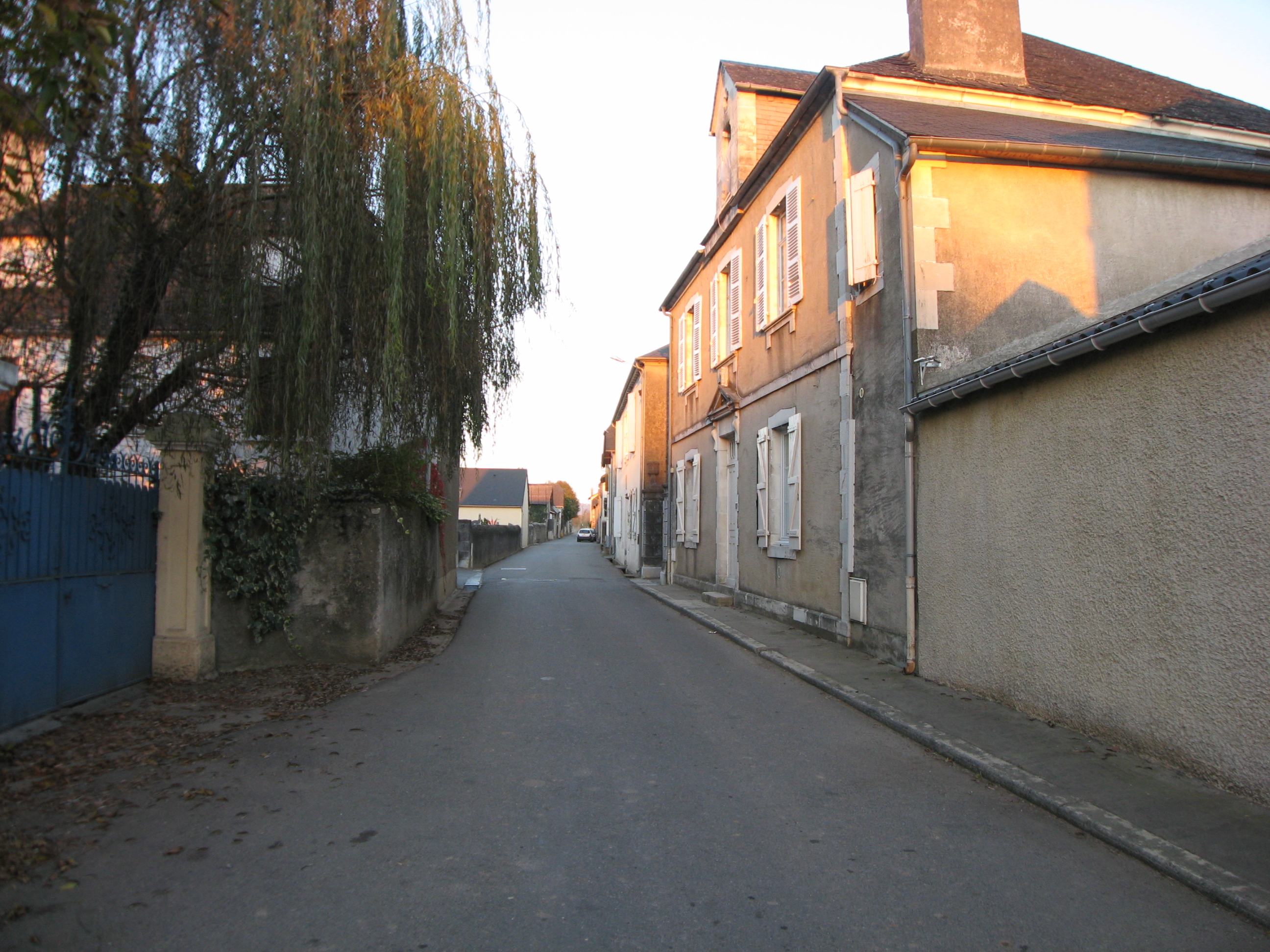
Straße in Pardies-Piétat

- dem Gest mit seinen Nebenflüssen
  - Ruisseau de Caset,
  - Ruisseau de Debats und
  - Ruisseau des Murs und
- dem Canal de l’Escourre.[2]

## Geschichte
Es gibt eine Theorie, nach der die Ursprünge des Dorfes auf die Antike zurückgehen. Der Name würde auf alte Mauern einer Burg verweisen. Eine andere Theorie erwähnt die Existenz eines Gotteshauses aus dem 7. Jahrhundert auf dem Testamale, einem Hügel westlich des Zentrums der heutigen Gemeinde. Richtrudis war Ehefrau von Adalbald von Ostrevant, einem fränkischen Adeligen am Hof des Merowingerkönigs Dagobert I., der von der Familie seiner Frau ermordet worden sein soll. Daraufhin soll Richtrudis zum Christentum konvertiert sein und diese heilige Stätte gebaut haben, von der es heute allerdings keine Spuren gibt.
In der Volkszählung des Béarn im Jahre 1385 wurden in Pardies-Piétat 40 Haushalte gezählt. Das Dorf gehörte zur Bailliage von Pau.
In der Frühen Neuzeit gab es eine große Siedlung von Cagots in Pardies-Piétat, die aber relativ gut in die Gemeinde integriert waren. Dies war eine Ausnahme, denn Cagots bildeten eine Personengruppe, die vom 13. bis weit ins 19. Jahrhundert hinein in Spanien und Frankreich aus heute noch unbekannten Gründen diskriminiert und weitgehend vom gesellschaftlichen Leben ausgeschlossen war. Es ist außerdem bekannt, dass bis in jüngster Zeit das Gebiet der Gemeinde von Wolfsrudeln bevölkert war.
Toponyme und Erwähnungen von Pardies-Piétat waren:
- Bardinœ (12. Jahrhundert, Kopialbuch der Abtei von Saint-Pé-de-Bigorre),
- Pardies de Lissarre (1385, Volkszählung des Béarn, Blatt 54),
- Pardies de Lixarra (1450, Vorschriften des Obersten Gerichtshofs des Béarn),
- Pardiees de Lixarre und la seigneurie de Pardees (1535 bzw. 1675, réformation de Béarn, Manuskriptsammlung des 16. bis 18. Jahrhunderts),
- Pardies (1750, 1793 und 1801, Karte von Cassini, Notice Communale bzw. Bulletin des Lois) und
- Pardies-Piétat (1936, Notice Communale).[3][4][5]

### Einwohnerentwicklung
Nach einem Höchststand der Einwohnerzahl von rund 600 in der Mitte des 19. Jahrhunderts reduzierte sich die Zahl bei kurzen Erholungsphasen bis zu den 1950er Jahren auf rund 290. In der Folge ist ein moderates Wachstum zu verzeichnen.
| Jahr      | 1962 | 1968 | 1975 | 1982 | 1990 | 1999 | 2006 | 2009 | 2022 |
| --------- | ---- | ---- | ---- | ---- | ---- | ---- | ---- | ---- | ---- |
| Einwohner | 329  | 320  | 303  | 302  | 365  | 377  | 431  | 451  | 447  |

## Sehenswürdigkeiten

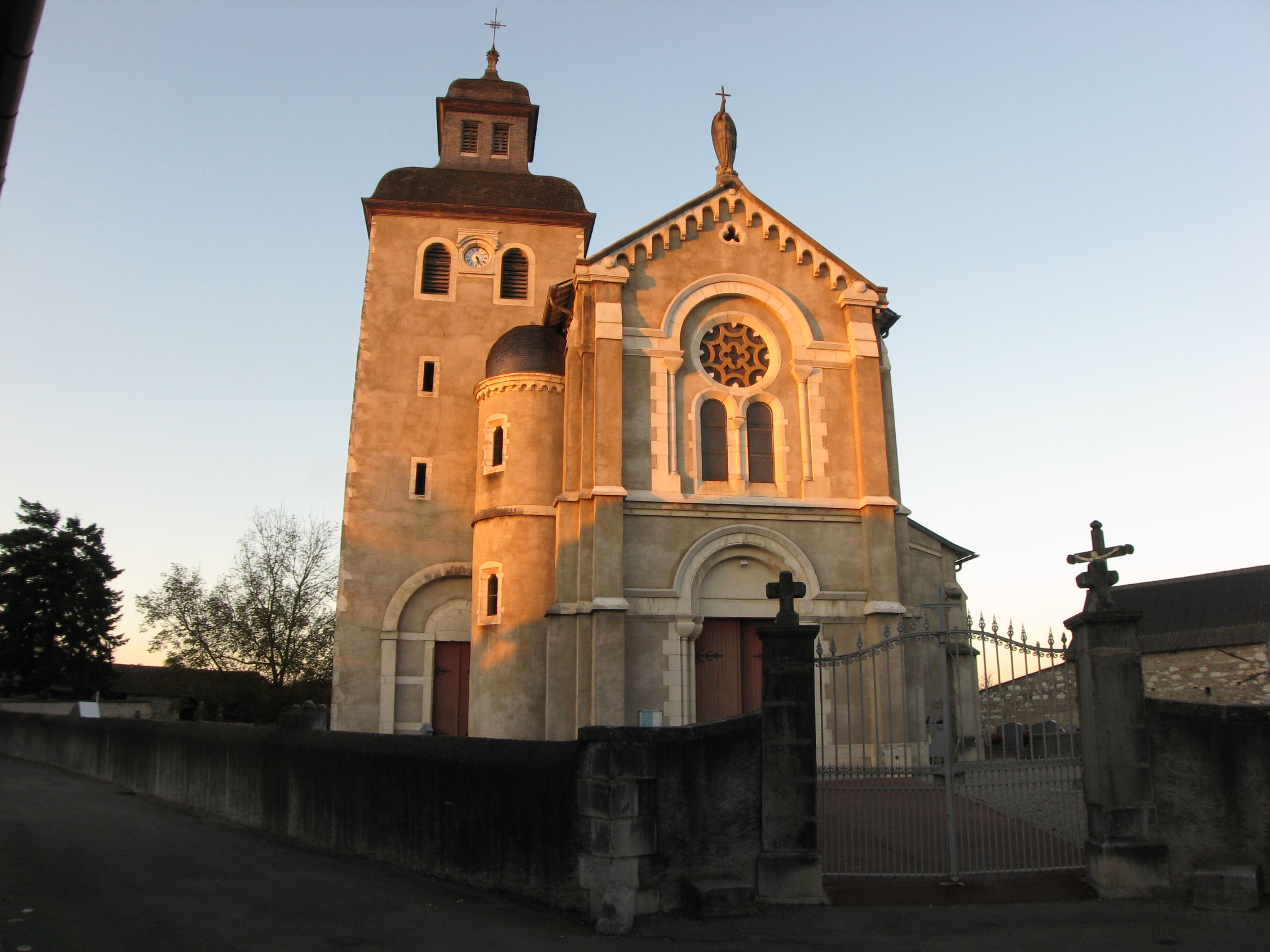
Pfarrkirche Saint-Michel

- Pfarrkirche, gewidmet dem Erzengel Michael. In den Hugenottenkriegen wurde die Kirche im Jahre 1563 von protestantischen Truppen in Brand gesteckt. Nachdem sie wieder instand gesetzt worden war, schlug der Architekt Dominique Gratiaa im Jahre 1827 ein Projekt vor mit dem Ziel der Verlängerung des Langhauses und der Errichtung eines Glockenturms. Diese Arbeiten wurden von 1828 bis 1829 durch den Unternehmer Carrère-Moncla ausgeführt. 1886 wurde nach Plänen des Architekten Félix Claracq ein vollständiger Neubau im neuromanischen Stil in Angriff genommen, wobei der Glockenturm aus dem Jahre 1828 behalten wurde. Vermutlich konnten die Arbeiten 1893 zu Ende geführt werden, ein Datum, an dem auch 24 Glasfenster eingesetzt wurden, Werke des Bordelaiser Glasmalers Gustave Pierre Dagrant. Die Giebelfassade wird nun an der nördlichen Seite von einer Tourelle mit Innentreppe flankiert. Das Langhaus mit einem Haupt- und zwei Seitenschiffen hat ein Kreuzrippengewölbe bei einer Länge von fünf Jochen. Die Kirchenschiffe werden durch Rundbogenarkaden getrennt.[8][9]

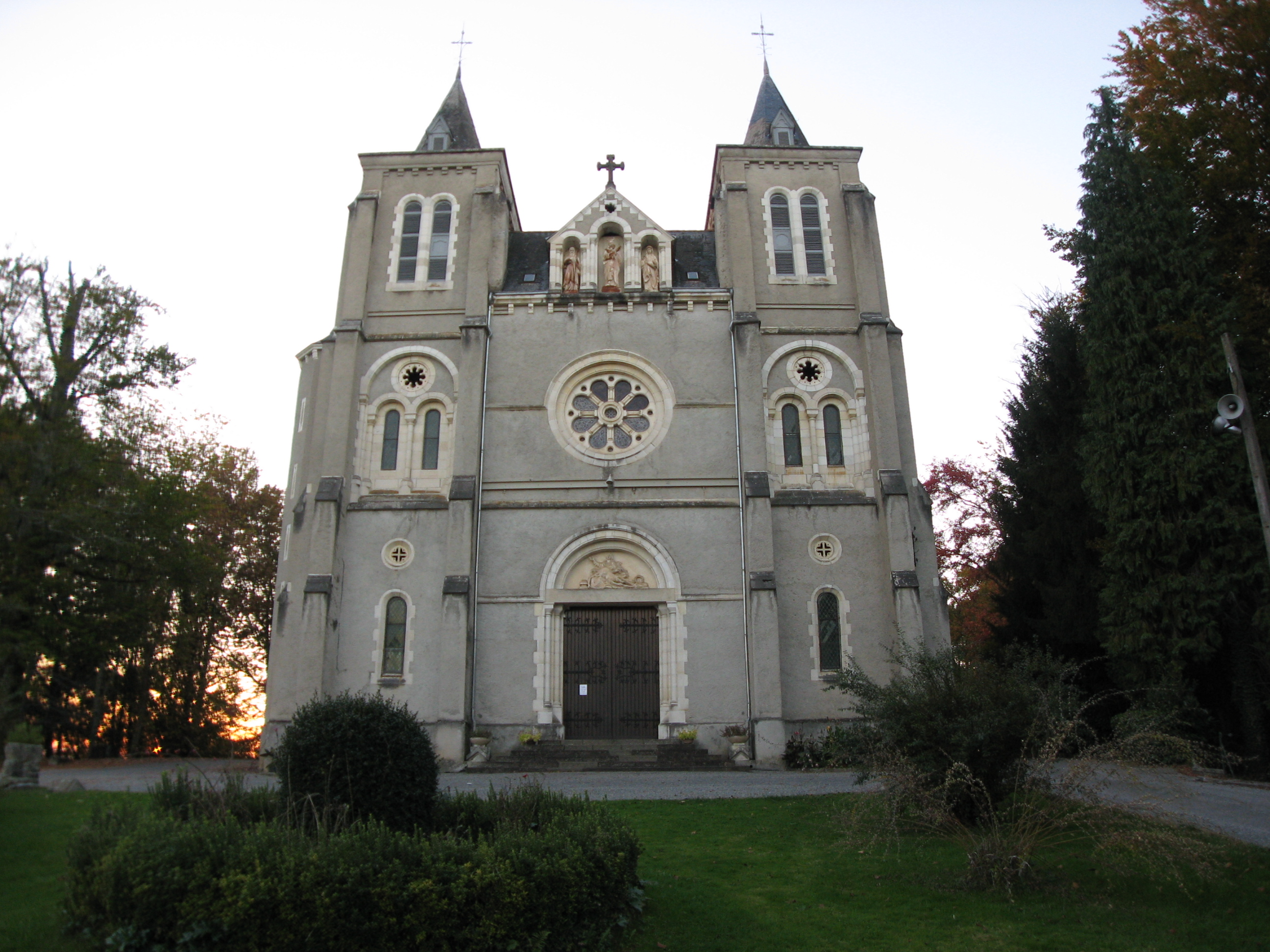
Kapelle Notre-Dame de Piétat

- Kapelle, gewidmet Maria, der Mutter Gottes. Um die Entstehung der Kapelle ranken sich zahlreiche Legenden. Erzählungen vermitteln die Existenz einer ehemaligen Kapelle aus dem 7. Jahrhundert unweit der heutigen Kapelle, die in den Hugenottenkriegen zerstört worden sein soll. Eine andere Legende besagt die Erscheinung Marias bei einem Viehtreiber in einer Zeit voller Unheils. Wieder eine andere Legende will wissen, dass Maria einem jungen Ziegenhirten die Stelle bedeutet haben soll, an der die Kapelle gebaut ist, indem sie dort ein Weißdorn mitten im Winter zum Blühen brachte. Es ist bekannt, dass die Kapelle im Jahre 1661 auf einer Anhöhe westlich des Zentrums der Gemeinde errichtet wurde. Sie wurde schnell Ziel von Wallfahrten, so dass der einfache Bau als zu klein angesehen wurde. Im 18. Jahrhundert wurden deshalb mehrmals Vergrößerungen vorgenommen. Die Französische Revolution stoppte den Fluss der Wallfahrer und die Kapelle begann langsam zu zerfallen. Im Jahre 1849 begann eine groß angelegte Restaurierung, die 1857 unterbrochen und 1870 wieder aufgenommen wurde. Das Mittelschiff wurde hierbei aufgestockt und die Seitenschiffe verlängert. Der Altarraum wurde von 1874 bis 1885 vollständig neu gebaut. 1954 fanden weitere bedeutende Restaurierungen statt nach einem Rückgang der Wallfahrten in der ersten Hälfte des 20. Jahrhunderts. Die heutige Kirche zeigt eine Fassade, die von zwei Glockentürmen eingerahmt ist. Das Langhaus hat eine Länge von fünf Jochen mit Rundbogenarkaden und einem Kreuzrippengewölbe. Halbrunde Seitenkapellen an jeder Seite bilden ein Querschiff. Ein Glasfenster des Glasmalers Jules-Pierre Mauméjean aus Pau ziert den Chor, in dem auch eine Madonna mit Jesuskind aus polychromen Gips zu sehen ist, die vermutlich aus dem 18. Jahrhundert datiert. 1980 hat ein Erdbeben die Kapelle beschädigt, so dass sie für einige Jahre geschlossen blieb.[10][11]

- Schloss von Pardies-Piétat. Es handelt sich um ein größeres Gebäude aus dem frühen 18. Jahrhundert, aus lokalem Stein gebaut und mit Schiefer gedeckt. Ein Risalit mit einem Walmdach flankiert die Hauptfassade ebenso wie eine runde Tourelle mit innen liegender Wendeltreppe, ein charakteristisches Merkmal für Adelssitze seit dem 15. Jahrhundert. Die Mauern des Anwesens sind unterschiedlich beschaffen. Während der Wohntrakt verputzt ist, besitzt die Tourelle ein Sichtmauerwerk. Es wird angenommen, dass dies auf die verschiedenen Umbauarbeiten im Laufe der Jahrhunderte zurückzuführen ist.[12]

## Wirtschaft und Infrastruktur

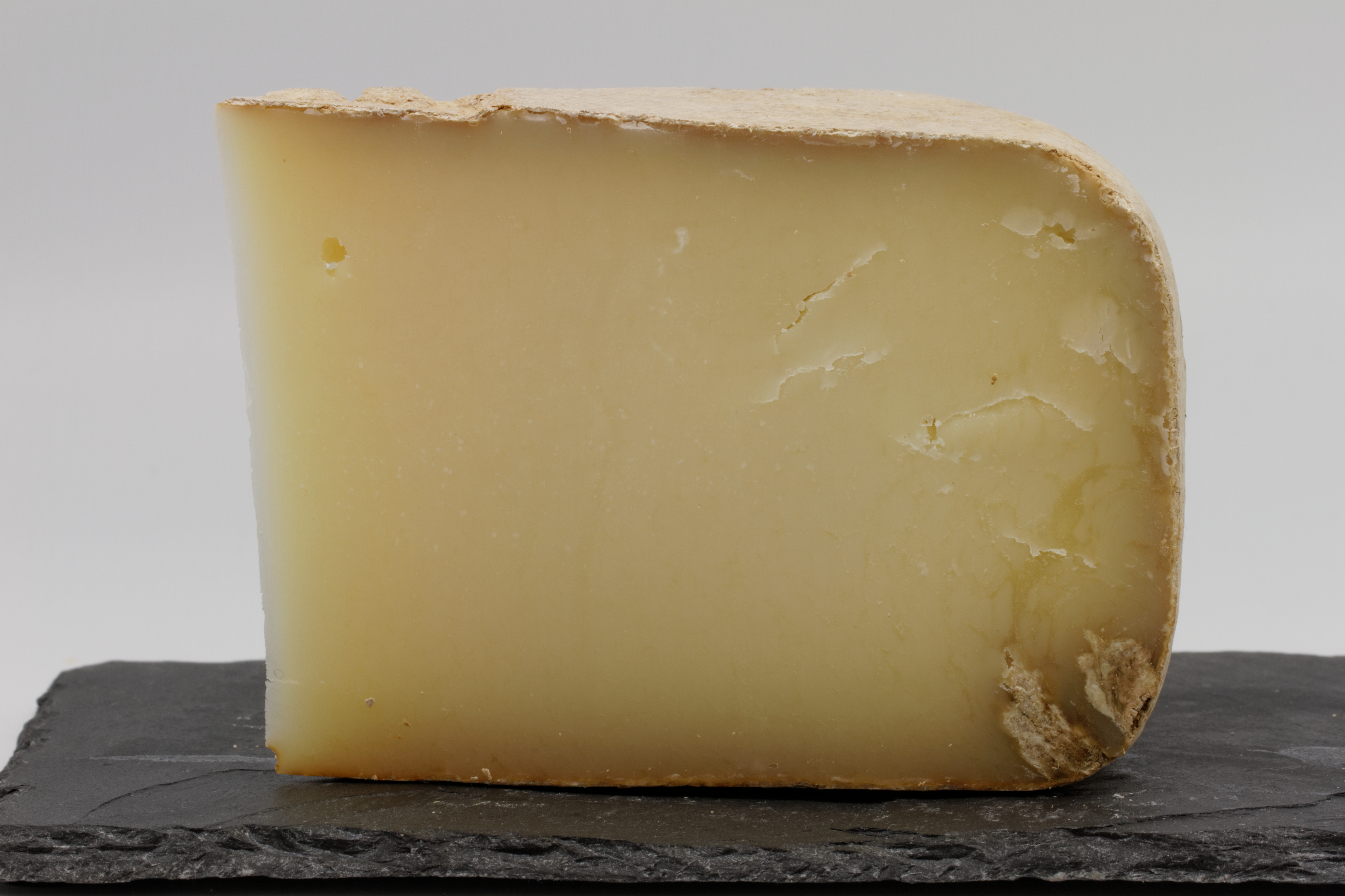
Ossau-Iraty

Pardies-Piétat liegt in der Zone AOC des Ossau-Iraty, eines traditionell hergestellten Schnittkäses aus Schafmilch.

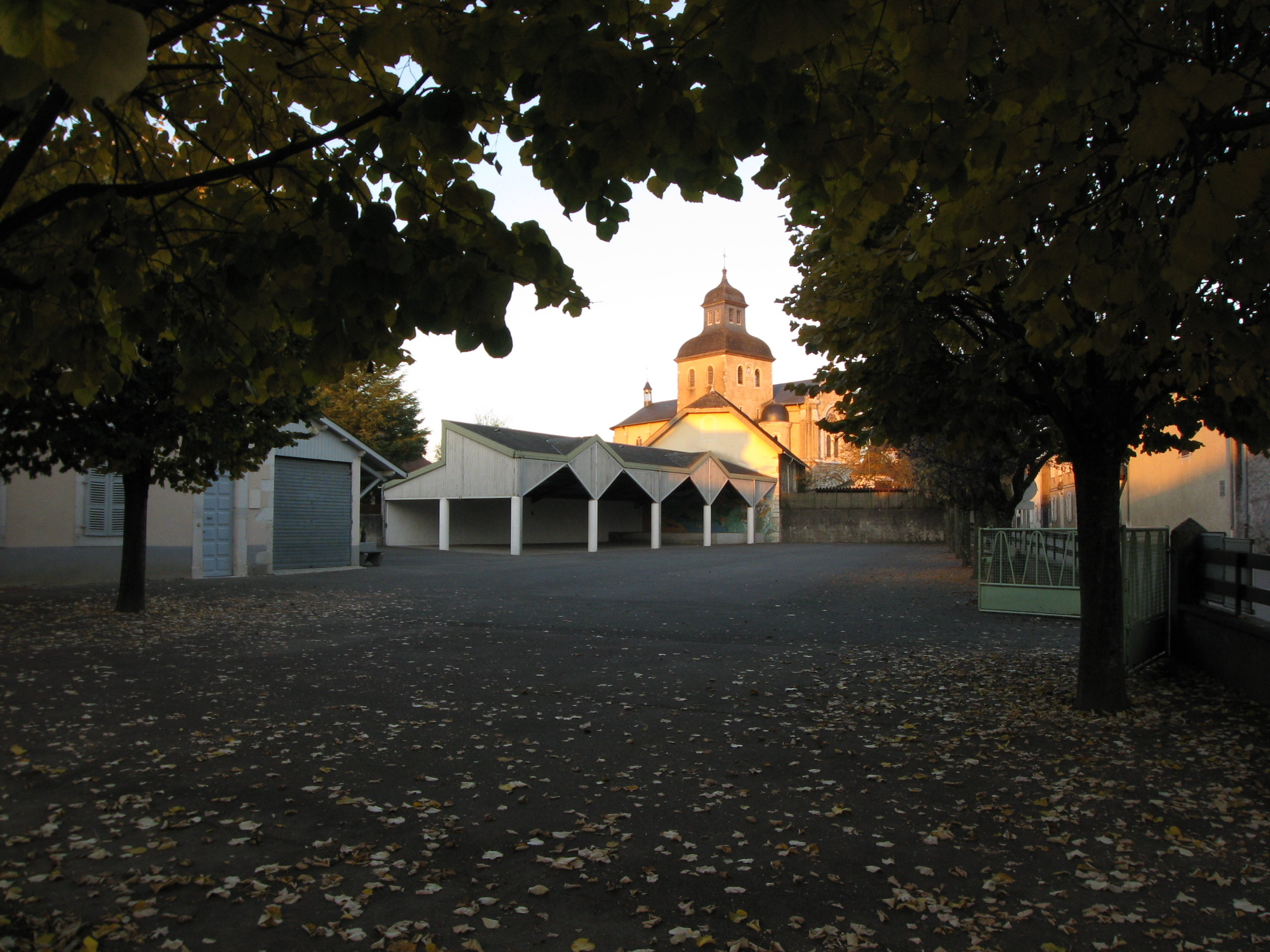
Schule in Pardies-Piétat

### Bildung
Die Gemeinde verfügt über eine öffentliche Grundschule mit 68 Schülerinnen und Schülern im Schuljahr 2017/2018.

### Sport und Freizeit
Ein leichter Rundweg mit einer Länge von 7,5 km und einem Höhenunterschied von 230 m führt vom Zentrum auf das hügelige Gebiet der Gemeinde durch Wälder an der Kapelle Notre-Dame de Piétat vorbei.

### Verkehr
Pardies-Piétat ist an die Routes départementales 24 und 37 angeschlossen und ist über eine Linie des Busnetzes Transports 64 von Pau nach Lourdes mit anderen Gemeinden des Départements verbunden.